# Pianet
Pianet é um tipo de piano eletromecânico fabricada pela empresa Hohner de Trossingen, Alemanha Ocidental, do começo dos anos 1960 ao começo dos anos 1980. Seu designer foi Ernst Zacharias, com mecanismo baseado em um design dos anos 1920 por Lloyd Loar. O Pianet foi uma variante do piano elétrico Cembalet, que, como o Pianet, era intencionado ao uso doméstico. A Hohner oferecia ambos os equipamentos em seu catálogo até o começo dos anos 1970. A produção do pianet consistia em dois grupos mecânicos com sons característicos diferentes. O primeiro grupo, com produção até meados de 1977, tinha lâminas de aço inoxidável e um captador usando capacitância variável. O segundo, de 1977 até o fim da produção da linha, possuía lâminas de aço laminado e captador eletromagnético. O equipamento tornou-se notório por ter sido usado por grandes grupos musicais durante os anos 1960, como The Beatles e The Zombies.